# Буддийская мифология
Буддийская мифология — «комплекс мифологических образов, персонажей, символики, связанных с религиозно-философской системой буддизма». Буддийская мифология возникла в VI—V вв. до н. э. в Индии и широко распространилась в Южной, Юго-Восточной и Центральной Азии и на Дальнем Востоке.
Из индуистской мифологии в буддийскую мифологию вошли боги (Брахма, Индра, Вишну, Ганеша и др.), демоны, драконы и др.